# Princeton (Missouri)
Princeton ist Sitz des Mercer County im US-amerikanischen Bundesstaat Missouri etwa mittig zwischen Des Moines und Kansas City. Das U.S. Census Bureau hat bei der Volkszählung 2020 eine Einwohnerzahl von 1007 ermittelt.
Im Norden des Ortes liegt der Princeton-Kauffman Memorial Airport.

## Persönlichkeiten
- Calamity Jane (1852–1903), historische Person der US-amerikanischen Landnahme
- Arthur M. Hyde (1877–1947), Politiker
- Ira B. Hyde (1838–1926), Politiker
- Mervin Joe Kelly (1894–1971), Physiker